# 스카이 판도라
팬택 스카이 판도라(Pantech SKY Pandora)는 팬택이 2010년 4월 19일에 출시한 피처폰이다.